# Joe Morrison
Pro Football Hall of Fame 1978
(en) Statistiques sur pro-football-reference
Joseph R. Morrison (né le 21 août 1937 à Lima et mort le 5 février 1989) est un américain, joueur et entraîneur de football américain. 
Il fait l'ensemble de sa carrière professionnelle comme joueur dans la franchise des Giants de New York en National Football League (NFL).

## Carrière

### Joueur

#### Université
Morrison naît à Lima dans l'Ohio et entre à l'université de Cincinnati où il joue aux poste de halfback et de quarterback pendant trois saisons.

#### Professionnel
Morrison est sélectionné en trente-huitième choix global lors du troisième tour de la draft 1959 de la NFL par les Giants de New York. Lors de sa première saison (rookie), il occupe les postes de kick returner et de punt returner. Il joue parfois aux postes de running back et de wide receiver où il inscrit ses deux premiers touchdowns en NFL. En 1960, il retrouve un poste offensif marquant cinq touchdowns mais il ne semble pas impressionner ses entraîneurs qui le remettent au poste de returner. Après une autre saison moyenne, celle de 1963 est remarquable puisqu'il inscrit dix touchdowns dont un inscrit à la suite d'une course de 70 yards.
En 64, il occupe pour la dernière fois le poste de returner et devient un membre à part entière de l'escouade offensive des Giants aux postes de running back et wide receiver, marquant trois touchdowns. Il marque cinq touchdowns en 65 et réalise une bonne saison 1966. Morrison enchaîne les saisons à plus de 40 réceptions de 1964 à 1971 mais n'est jamais sélectionné pour le Pro Bowl. Il met un terme à sa carrière après la saison 1972.

### Entraîneur

#### Débuts
Même si Joe Morrison est reconnu comme un grand joueur lors de son passage en NFL, il est surtout connu pour son talent d'entraîneur universitaire. Il débute à l'université du Tennessee à Chattanooga où il reste pendant sept saisons avant de partir pour l'université du Nouveau-Mexique où il ne reste que trois saisons avec celle de 1982 se terminant avec un bilan remarquable de dix victoires pour une seule défaite.

#### Entraîneur de la Caroline du Sud
Morrison est engagé comme entraîneur en 1983 par l'université de Caroline du Sud. C'est à ce moment que l'équipe universitaire commence à adopter la chanson Ainsi parlait Zarathoustra qui devient l'hymne du club joué lors de l'entrée de l'équipe sur le terrain. En 1984, il remporte le Gator Bowl et commence à être surnommé Black Magic à cause du costume noir qu'il porte lors de chaque match. Il termine la saison avec dix victoires pour deux défaites. Il avait sous ses ordres de futurs grands joueurs tels James Seawright, Del Wilkes, Sterling Sharpe, Brad Edwards ou encore Harold Green. Morrison termine sa carrière d'entraîneur après les saisons 1988 et 1989 s'achevant sur un bilan de huit victoires et quatre défaites. Il remporte le Liberty Bowl lors de sa dernière saison. Il remporte son centième match comme entraîneur en 1988 contre l'université de Caroline du Nord sur le score de 23 à 7 .